# 大友氏時
大友 氏時（おおとも うじとき）は、南北朝時代の武将・守護大名。大友氏の8代当主。

## 略歴
大友貞宗の七男として生まれる。幼名は宮松丸、通称は孫三郎。足利尊氏の寵愛を受けて兄の氏泰とともにその猶子となり、また源姓及び｢氏｣の字を与えられて氏時と名乗った。貞和4年/正平3年（1348年）に氏泰から家督と豊後守護職を受け継ぎ、のちに豊前、肥後、筑後守護職も補任された。
延文の初めに南朝に降伏するがのちに北朝に復帰する。足利義詮からの信頼を受け、九州探題の斯波氏経とともに菊池氏の猛撃を高崎山城で防いだ。延文4年/正平14年（1359年）、筑後川の戦いに北朝方として従軍するが征西大将軍の懐良親王を擁する菊池武光に大敗を喫して大友氏の勢力は衰退する。同年から大友の名字呼称は惣領家が占有するようになった。当時の九州では南朝勢力の菊池武光の勢力が強かったため、北朝側の氏時は少弐頼尚と共同して菊池軍に抗戦した。
貞治3年/正平19年（1364年）、所領所職を嫡子の氏継に譲り、応安元年/正平23年（1368年）に病に倒れて死去した。家督は嫡男の氏継が継いだが、氏継は勢い盛んの南朝側に下り、氏時の次男の親世は北朝に残ったため大友家は2派に分裂してしまった。この状態は文安元年（1444年）に氏継の孫・大友親繁が両派の支持を受けて家督を相続するまで続く。